# Frauenalb

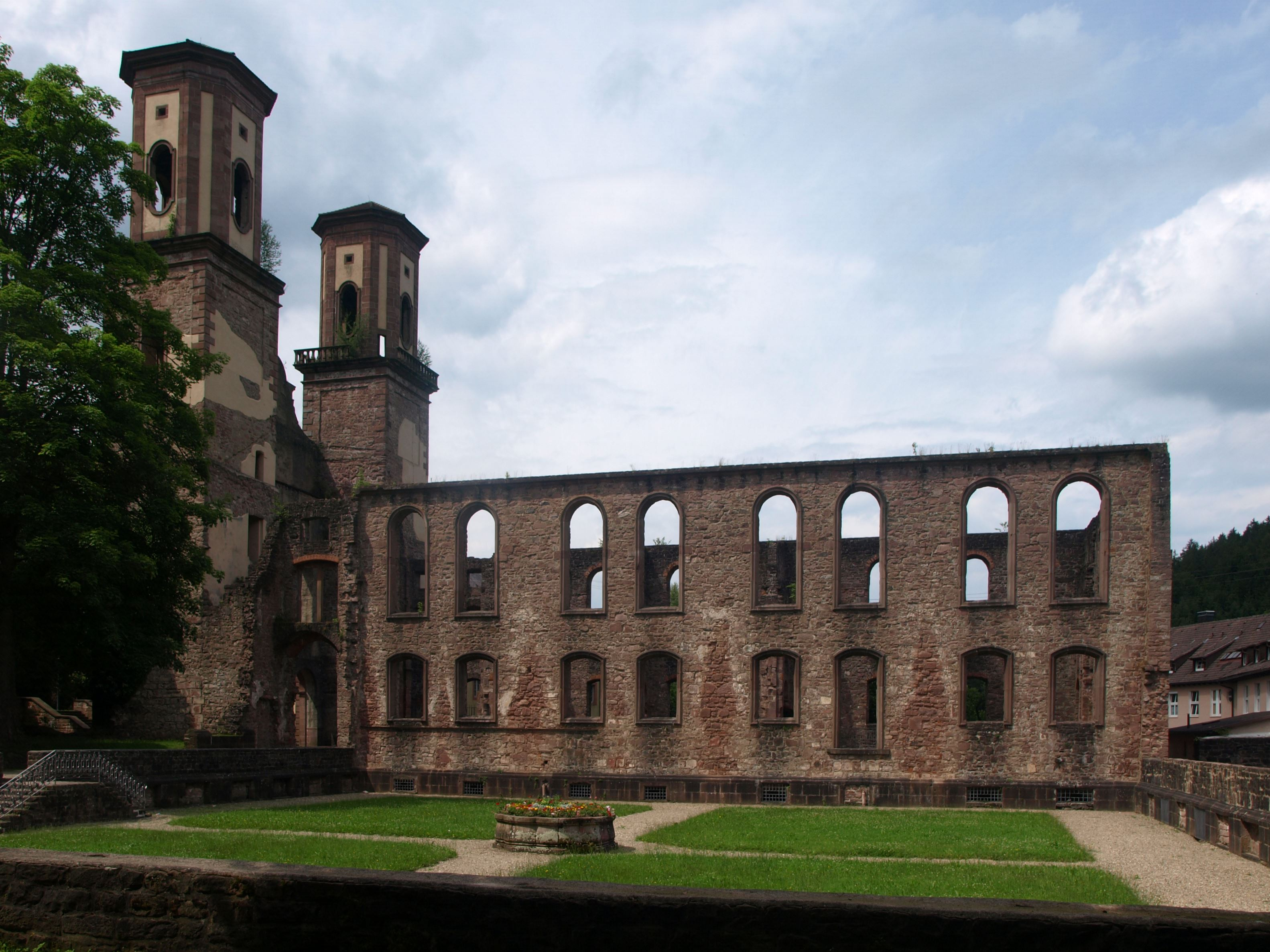
Ruïne van het klooster inclusief dubbele torens.

Frauenalb was een benedictinessenklooster voor adellijke vrouwen in het huidige Baden-Württemberg. Hiervan zijn tegenwoordig nog enkele gebouwen intact, andere zijn vervallen in ruïnes.
Vermoedelijk aan het begin van de 12e eeuw wordt aan de beek de Alb een klooster gesticht met de naam Cella Sancta Maria. Vanaf 1387 worden de markgraven van Baden beschermheer van het klooster, die op de grens met Württemberg ligt. Adellijke meisjes kunnen intreden en er zijn zo’n 30 kloosterlingen. Aan het einde van de middeleeuwen ondervindt het klooster een bloeiperiode. Het heeft dan bezittingen in het noordelijke deel van het Zwarte Woud en ook aan de linkeroever van de Rijn, mede omdat diegenen die intreden bezittingen aan het klooster schenken. Op het kloosterterrein bevinden zich dan onder meer een watermolen aan de beek, varkensstallen en een gastenverblijf. In 1508 vindt een brand plaats tijdens Maria Lichtmis. In 1593 vindt vervolgens de reformatie plaats, waarna protestanten het klooster overnemen vanaf 1598. Vanaf 1631 is het klooster echter weer in katholieke handen. In 1672 vindt nieuwbouw plaats in barokstijl van het klooster. In 1727 wordt vervolgens ook een kerk in barokstijl gebouwd met twee torens. Uiteindelijk wordt het klooster in 1803 opgeheven en wordt het Badisch staatsbezit. Na de opheffing van het klooster worden de gebouwen gebruikt als kazerne en als fabriekruimten. Er woedden dan een aantal branden. Tegenwoordig loopt er een historisch wandelpad tussen het klooster in Bad Herrenalb en de ruïne van Frauenalb.